# Bóng chày tại Đại hội Thể thao châu Á 2006
Baseball là một trong những bộ môn thi đấu được tổ chức tại Đại hội Thể thao châu Á 2006' ở Doha, Qatar bắt đầu từ ngày 29 tháng 11 năm 2006.  Sáu quốc gia Tây và Đông Nam Á tham dự tại giải đấu này. Tất cả các trận đấu được tổ chứ tại Câu lạc bộ thể thao Al-Rayyan.

## Bảng huy chương
| Nội dung | Vàng | Bạc | Đồng |
| -------- | --- | --- | --- |
| Nam      | Đài Bắc Trung Hoa · Yu Hsien-ming · Hu Chin-lung · Yang Chung-shou · Chen Yung-chi · Lee Chen-chang · Lin Yueh-ping · Pan Wei-lun · Lin Wei-chu · Yeh Chun-chang · Wang Chuan-chia · Lin Chih-sheng · Shih Chih-wei · Chen Feng-min · Tseng Sung-wei · Chang Tai-shan · Chen Chin-feng · Hsieh Chia-hsien · Kuo Hong-chih · Chang Chien-ming · Chiang Chien-ming · Keng Po-hsuan · Lin Ko-chien | Nhật Bản · Koichi Fukuda · Kanya Suzuki · Hisayoshi Chono · Yosuke Shinomiya · Yasuyuki Saigo · Keiji Ikebe · Kei Nomoto · Kenichi Yokoyama · Takeshi Koyama · Yasutaka Hattori · Naoki Miyanishi · Takuya Ishiguro · Shoji Saeki · Kentaro Takasaki · Hideto Isomura · Satoshi Komatsu · Kohei Hasebe · Daisuke Tanaka · Kenji Suzuki · Kosuke Ueyama · Shigeki Nakano · Takashi Yoshiura | Hàn Quốc · Jang Sung-ho · Park Jin-man · Jeong Keun-woo · Lee Byung-kyu · Lee Dae-ho · Lee Yong-kyu · Park Ki-hyuk · Yoon Suk-min · Oh Seung-hwan · Shin Chul-in · Lee Taek-keun · Lee Jin-young · Jung Min-hyuk · Cho In-sung · Kang Min-ho · Ryu Hyun-jin · Jang Won-sam · Lee Hei-chun · Son Min-han · Park Jae-hong · Cho Dong-chan · Woo Kyu-min |

## Đội
| Trung Quốc | Đài Bắc Trung Hoa | Nhật Bản | Philippines |
| --- | --- | --- | --- |
| - Li Lei - Zhang Yufeng - Zhao Quansheng - Hou Fenglian - Lü Jiangang - Li Tao - Sun Wei - Zhang Li - Guo Youhua - Yang Shuo - Chen Kun - Liu Guangbiao - Zhu Wanyun - Wang Wei - Chen Junyi - Zhang Wanjun - Zhang Hongbo - Bu Tao - Lai Guojun                                                                                             | - Yu Hsien-ming - Hu Chin-lung - Yang Chung-shou - Chen Yung-chi - Lee Chen-chang - Lin Yueh-ping - Pan Wei-lun - Lin Wei-chu - Yeh Chun-chang - Wang Chuan-chia - Lin Chih-sheng - Shih Chih-wei - Chen Feng-min - Tseng Sung-wei - Chang Tai-shan - Chen Chin-feng - Hsieh Chia-hsien - Kuo Hong-chih - Chang Chien-ming - Chiang Chien-ming - Keng Po-hsuan - Lin Ko-chien | - Koichi Fukuda - Kanya Suzuki - Hisayoshi Chono - Yosuke Shinomiya - Yasuyuki Saigo - Keiji Ikebe - Kei Nomoto - Kenichi Yokoyama - Takeshi Koyama - Yasutaka Hattori - Naoki Miyanishi - Takuya Ishiguro - Shoji Saeki - Kentaro Takasaki - Hideto Isomura - Satoshi Komatsu - Kohei Hasebe - Daisuke Tanaka - Kenji Suzuki - Kosuke Ueyama - Shigeki Nakano - Takashi Yoshiura | - Charlie Labrador - Junnifer Pinero - Alejandro Velasquez - Rommel Roja - Ferdinand Recto - Roy Baclay - Ruben Angeles - Wilfredo Hidalgo - Ernesto Binarao - Virgilio Roxas - Jonash Ponce - Nino Tator - Joseph Orillana - Ruel Batuto - Darwin dela Calzada - Edmer del Socorro - Roel Empacis - Fulgencio Rances |
| Hàn Quốc | Thái Lan | | |
| - Jang Sung-ho - Park Jin-man - Jeong Keun-woo - Lee Byung-kyu - Lee Dae-ho - Lee Yong-kyu - Park Ki-hyuk - Yoon Suk-min - Oh Seung-hwan - Shin Chul-in - Lee Taek-keun - Lee Jin-young - Jung Min-hyuk - Cho In-sung - Kang Min-ho - Ryu Hyun-jin - Jang Won-sam - Lee Hei-chun - Son Min-han - Park Jae-hong - Cho Dong-chan - Woo Kyu-min | - Ekkapong Kaewnun - Wachira Tongthong - Tibbadin Arjarayangkool - Nathaphong Phosringam - Nirun Jaroenkitsiriwong - Apichat Ngamying - Jatsada Kampitug - Panya Prayonghom - Jirapod Srisaipet - Chidsanu Janrak - Anukul Sudsawad - Kamolphan Kanjanavisut - Nattapong Sampahangsit - Teerasak Kongsabai - Arthit Changthed - Chanatip Thongbai - Suthikiat Bunnam - Krissada Heebthong - Sakda Nontachai - Yannapat Arpornsiri - Suparach Teepakakorn - Kittiphon Mekmahasachan | | |

## Kết quả
Tất cả đều theo giờ chuẩn Ả Rập Saudi (UTC+03:00)
| Đội               | Pld | W | L | RF | RA | Pct   |
| ----------------- | --- | - | - | -- | -- | ----- |
| Đài Bắc Trung Hoa | 5   | 5 | 0 | 47 | 11 | 1.000 |
| Nhật Bản          | 5   | 4 | 1 | 56 | 17 | 0.800 |
| Hàn Quốc          | 5   | 3 | 2 | 45 | 19 | 0.600 |
| Trung Quốc        | 5   | 2 | 3 | 23 | 37 | 0.400 |
| Thái Lan          | 5   | 1 | 4 | 10 | 39 | 0.200 |
| Philippines       | 5   | 0 | 5 | 9  | 67 | 0.000 |

| 29 tháng 11 9:00 | Trung Quốc           | 4–1 | Thái Lan               | Sân bóng chày và bóng mềm Al-Rayyan, Doha Trọng tài: Hwang Suk-man (KOR) |
| 29 tháng 11 9:00 | WP: Lai Guojun       |     | LP: Krissada Heebthong | Sân bóng chày và bóng mềm Al-Rayyan, Doha Trọng tài: Hwang Suk-man (KOR) |
| 29 tháng 11 9:00 | HR: Zhang Yufeng (1) |     |                        | Sân bóng chày và bóng mềm Al-Rayyan, Doha Trọng tài: Hwang Suk-man (KOR) |

| Đội        | 1 | 2 | 3 | 4 | 5 | 6 | 7 | 8 | 9 | R | H | E |
| ---------- | - | - | - | - | - | - | - | - | - | - | - | - |
| Thái Lan   | 0 | 0 | 0 | 0 | 0 | 1 | 0 | 0 | 0 | 1 | 5 | 1 |
| Trung Quốc | 0 | 0 | 0 | 3 | 0 | 0 | 0 | 1 | X | 4 | 8 | 3 |

| 29 tháng 11 13:30 | Philippines          | 2–17 (F/5) | Nhật Bản            | Sân bóng chày và bóng mềm Al-Rayyan, Doha Trọng tài: Chen Minggao (CHN) |
| 29 tháng 11 13:30 | LP: Charlie Labrador |            | WP: Takuya Ishiguro | Sân bóng chày và bóng mềm Al-Rayyan, Doha Trọng tài: Chen Minggao (CHN) |
| 29 tháng 11 13:30 | HR: Kenji Suzuki (1) |            |                     | Sân bóng chày và bóng mềm Al-Rayyan, Doha Trọng tài: Chen Minggao (CHN) |

| Đội         | 1 | 2 | 3 | 4 | 5 | 6 | 7 | 8 | 9 | R  | H  | E |
| ----------- | - | - | - | - | - | - | - | - | - | -- | -- | - |
| Nhật Bản    | 8 | 1 | 1 | 7 | 0 | — | — | — | — | 17 | 14 | 0 |
| Philippines | 0 | 0 | 0 | 2 | 0 | — | — | — | — | 2  | 3  | 1 |

| 30 tháng 11 9:00 | Hàn Quốc                                    | 2–4 | Đài Bắc Trung Hoa | Sân bóng chày và bóng mềm Al-Rayyan, Doha Trọng tài: Keisuke Kotani (JPN) |
| 30 tháng 11 9:00 | LP: Son Min-han                             |     | WP: Kuo Hong-chih | Sân bóng chày và bóng mềm Al-Rayyan, Doha Trọng tài: Keisuke Kotani (JPN) |
| 30 tháng 11 9:00 | HR: Chen Yung-chi (2), Hsieh Chia-hsien (1) |     |                   | Sân bóng chày và bóng mềm Al-Rayyan, Doha Trọng tài: Keisuke Kotani (JPN) |

| Đội               | 1 | 2 | 3 | 4 | 5 | 6 | 7 | 8 | 9 | R | H  | E |
| ----------------- | - | - | - | - | - | - | - | - | - | - | -- | - |
| Đài Bắc Trung Hoa | 0 | 0 | 0 | 2 | 1 | 0 | 0 | 1 | 0 | 4 | 10 | 2 |
| Hàn Quốc          | 0 | 0 | 0 | 1 | 0 | 1 | 0 | 0 | 0 | 2 | 11 | 0 |

| 30 tháng 11 13:30 | Philippines         | 4–15 (F/7) | Trung Quốc       | Sân bóng chày và bóng mềm Al-Rayyan, Doha Trọng tài: Katsuhito Koyama (JPN) |
| 30 tháng 11 13:30 | LP: Ernesto Binarao |            | WP: Zhang Wanjun | Sân bóng chày và bóng mềm Al-Rayyan, Doha Trọng tài: Katsuhito Koyama (JPN) |
| 30 tháng 11 13:30 | HR: Wang Wei (1)    |            |                  | Sân bóng chày và bóng mềm Al-Rayyan, Doha Trọng tài: Katsuhito Koyama (JPN) |

| Đội         | 1 | 2 | 3 | 4 | 5 | 6 | 7 | 8 | 9 | R  | H  | E |
| ----------- | - | - | - | - | - | - | - | - | - | -- | -- | - |
| Trung Quốc  | 0 | 4 | 3 | 2 | 6 | 0 | 0 | — | — | 15 | 17 | 1 |
| Philippines | 0 | 0 | 0 | 2 | 0 | 2 | 0 | — | — | 4  | 8  | 2 |

| 2 tháng 12 9:00 | Nhật Bản                                                          | 10–7               | Hàn Quốc          | Sân bóng chày và bóng mềm Al-Rayyan, Doha Trọng tài: Huang Po-sung (TPE) |
| 2 tháng 12 9:00 | WP: Hideto Isomura                                                |                    | LP: Oh Seung-hwan | Sân bóng chày và bóng mềm Al-Rayyan, Doha Trọng tài: Huang Po-sung (TPE) |
| 2 tháng 12 9:00 | HR: Hisayoshi Chono (1), Takashi Yoshiura (1), Yasuyuki Saigo (1) | HR: Lee Dae-ho (1) |                   | Sân bóng chày và bóng mềm Al-Rayyan, Doha Trọng tài: Huang Po-sung (TPE) |

| Đội      | 1 | 2 | 3 | 4 | 5 | 6 | 7 | 8 | 9 | R  | H  | E |
| -------- | - | - | - | - | - | - | - | - | - | -- | -- | - |
| Hàn Quốc | 0 | 0 | 4 | 0 | 1 | 0 | 0 | 2 | 0 | 7  | 9  | 2 |
| Nhật Bản | 0 | 0 | 5 | 2 | 0 | 0 | 0 | 0 | 3 | 10 | 11 | 2 |

| 2 tháng 12 14:00 | Thái Lan                                                        | 0–16 (F/5) | Đài Bắc Trung Hoa | Sân bóng chày và bóng mềm Al-Rayyan, Doha Trọng tài: Sim Tae-seuk (KOR) |
| 2 tháng 12 14:00 | LP: Chanatip Thongbai                                           |            | WP: Lin Yueh-ping | Sân bóng chày và bóng mềm Al-Rayyan, Doha Trọng tài: Sim Tae-seuk (KOR) |
| 2 tháng 12 14:00 | HR: Chang Chien-ming (1), Chen Chin-feng (1), Chen Feng-min (1) |            |                   | Sân bóng chày và bóng mềm Al-Rayyan, Doha Trọng tài: Sim Tae-seuk (KOR) |

| Đội               | 1 | 2 | 3 | 4 | 5 | 6 | 7 | 8 | 9 | R  | H  | E |
| ----------------- | - | - | - | - | - | - | - | - | - | -- | -- | - |
| Đài Bắc Trung Hoa | 3 | 0 | 9 | 0 | 4 | — | — | — | — | 16 | 21 | 0 |
| Thái Lan          | 0 | 0 | 0 | 0 | 0 | — | — | — | — | 0  | 0  | 3 |

| 3 tháng 12 9:00 | Hàn Quốc                                                 | 12–2 (F/7) | Philippines             | Sân bóng chày và bóng mềm Al-Rayyan, Doha Trọng tài: Chainarong Nootsuphap (THA) |
| 3 tháng 12 9:00 | WP: Jang Won-sam                                         |            | LP: Darwin dela Calzada | Sân bóng chày và bóng mềm Al-Rayyan, Doha Trọng tài: Chainarong Nootsuphap (THA) |
| 3 tháng 12 9:00 | HR: Cho Dong-chan (1), Lee Dae-ho (1), Lee Jin-young (1) |            |                         | Sân bóng chày và bóng mềm Al-Rayyan, Doha Trọng tài: Chainarong Nootsuphap (THA) |

| Đội         | 1 | 2 | 3 | 4 | 5 | 6 | 7 | 8 | 9 | R  | H  | E |
| ----------- | - | - | - | - | - | - | - | - | - | -- | -- | - |
| Philippines | 0 | 0 | 1 | 0 | 0 | 0 | 1 | — | — | 2  | 2  | 0 |
| Hàn Quốc    | 3 | 4 | 2 | 2 | 0 | 0 | 1 | — | — | 12 | 12 | 1 |

| 3 tháng 12 13:30 | Trung Quốc            | 0–16 (F/5) | Nhật Bản            | Sân bóng chày và bóng mềm Al-Rayyan, Doha Trọng tài: Hwang Suk-man (KOR) |
| 3 tháng 12 13:30 | LP: Chen Junyi        |            | WP: Takuya Ishiguro | Sân bóng chày và bóng mềm Al-Rayyan, Doha Trọng tài: Hwang Suk-man (KOR) |
| 3 tháng 12 13:30 | HR: Kosuke Ueyama (1) |            |                     | Sân bóng chày và bóng mềm Al-Rayyan, Doha Trọng tài: Hwang Suk-man (KOR) |

| Đội        | 1 | 2 | 3 | 4 | 5 | 6 | 7 | 8 | 9 | R  | H  | E |
| ---------- | - | - | - | - | - | - | - | - | - | -- | -- | - |
| Nhật Bản   | 0 | 2 | 9 | 0 | 5 | — | — | — | — | 16 | 16 | 0 |
| Trung Quốc | 0 | 0 | 0 | 0 | 0 | — | — | — | — | 0  | 0  | 0 |

| 4 tháng 12 9:00 | Đài Bắc Trung Hoa                          | 4–2                  | Trung Quốc     | Sân bóng chày và bóng mềm Al-Rayyan, Doha Trọng tài: Sim Tae-seuk (KOR) |
| 4 tháng 12 9:00 | WP: Tseng Sung-wei                         |                      | LP: Guo Youhua | Sân bóng chày và bóng mềm Al-Rayyan, Doha Trọng tài: Sim Tae-seuk (KOR) |
| 4 tháng 12 9:00 | HR: Chang Tai-shan (1), Chen Chin-feng (1) | HR: Zhang Hongbo (1) |                | Sân bóng chày và bóng mềm Al-Rayyan, Doha Trọng tài: Sim Tae-seuk (KOR) |

| Đội               | 1 | 2 | 3 | 4 | 5 | 6 | 7 | 8 | 9 | R | H | E |
| ----------------- | - | - | - | - | - | - | - | - | - | - | - | - |
| Trung Quốc        | 0 | 0 | 1 | 0 | 0 | 0 | 1 | 0 | 0 | 2 | 6 | 1 |
| Đài Bắc Trung Hoa | 0 | 1 | 2 | 0 | 0 | 0 | 0 | 1 | X | 4 | 8 | 0 |

| 4 tháng 12 13:30 | Thái Lan              | 1–12 (F/8) | Hàn Quốc         | Sân bóng chày và bóng mềm Al-Rayyan, Doha Trọng tài: Hsu Ching-hsiang (TPE) |
| 4 tháng 12 13:30 | LP: Chanatip Thongbai |            | WP: Lee Hei-chun | Sân bóng chày và bóng mềm Al-Rayyan, Doha Trọng tài: Hsu Ching-hsiang (TPE) |
| 4 tháng 12 13:30 | HR: Jang Sung-ho (1)  |            |                  | Sân bóng chày và bóng mềm Al-Rayyan, Doha Trọng tài: Hsu Ching-hsiang (TPE) |

| Đội      | 1 | 2 | 3 | 4 | 5 | 6 | 7 | 8 | 9 | R  | H  | E |
| -------- | - | - | - | - | - | - | - | - | - | -- | -- | - |
| Hàn Quốc | 1 | 4 | 1 | 1 | 1 | 0 | 2 | 2 | — | 12 | 14 | 2 |
| Thái Lan | 0 | 0 | 0 | 0 | 0 | 0 | 1 | 0 | — | 1  | 5  | 2 |

| 5 tháng 12 9:00 | Nhật Bản            | 6–0 | Thái Lan               | Sân bóng chày và bóng mềm Al-Rayyan, Doha Trọng tài: Catalino Leron (PHI) |
| 5 tháng 12 9:00 | WP: Naoki Miyanishi |     | LP: Krissada Heebthong | Sân bóng chày và bóng mềm Al-Rayyan, Doha Trọng tài: Catalino Leron (PHI) |

| Đội      | 1 | 2 | 3 | 4 | 5 | 6 | 7 | 8 | 9 | R | H | E |
| -------- | - | - | - | - | - | - | - | - | - | - | - | - |
| Thái Lan | 0 | 0 | 0 | 0 | 0 | 0 | 0 | 0 | 0 | 0 | 4 | 2 |
| Nhật Bản | 0 | 2 | 0 | 0 | 0 | 0 | 4 | 0 | X | 6 | 9 | 1 |

| 5 tháng 12 13:30 | Đài Bắc Trung Hoa                         | 15–0 (F/5) | Philippines          | Sân bóng chày và bóng mềm Al-Rayyan, Doha Trọng tài: Katsuhito Koyama (JPN) |
| 5 tháng 12 13:30 | WP: Lin Ko-chien                          |            | LP: Charlie Labrador | Sân bóng chày và bóng mềm Al-Rayyan, Doha Trọng tài: Katsuhito Koyama (JPN) |
| 5 tháng 12 13:30 | HR: Chen Yung-chi (1), Lin Chih-sheng (1) |            |                      | Sân bóng chày và bóng mềm Al-Rayyan, Doha Trọng tài: Katsuhito Koyama (JPN) |

| Đội               | 1 | 2 | 3 | 4 | 5 | 6 | 7 | 8 | 9 | R  | H  | E |
| ----------------- | - | - | - | - | - | - | - | - | - | -- | -- | - |
| Philippines       | 0 | 0 | 0 | 0 | 0 | — | — | — | — | 0  | 4  | 2 |
| Đài Bắc Trung Hoa | 7 | 1 | 0 | 5 | 2 | — | — | — | — | 15 | 17 | 1 |

| 6 tháng 12 9:00 | Philippines             | 1–8 | Thái Lan               | Sân bóng chày và bóng mềm Al-Rayyan, Doha Trọng tài: Hsu Ching-hsiang (TPE) |
| 6 tháng 12 9:00 | LP: Darwin dela Calzada |     | WP: Krissada Heebthong | Sân bóng chày và bóng mềm Al-Rayyan, Doha Trọng tài: Hsu Ching-hsiang (TPE) |

| Đội         | 1 | 2 | 3 | 4 | 5 | 6 | 7 | 8 | 9 | R | H  | E |
| ----------- | - | - | - | - | - | - | - | - | - | - | -- | - |
| Thái Lan    | 0 | 0 | 0 | 1 | 0 | 0 | 0 | 0 | 7 | 8 | 11 | 2 |
| Philippines | 0 | 0 | 0 | 0 | 0 | 1 | 0 | 0 | 0 | 1 | 8  | 1 |

| 6 tháng 12 13:30 | Hàn Quốc         | 12–2 (F/7) | Trung Quốc     | Sân bóng chày và bóng mềm Al-Rayyan, Doha Trọng tài: Catalino Leron (PHI) |
| 6 tháng 12 13:30 | WP: Woo Kyu-min  |            | LP: Chen Junyi | Sân bóng chày và bóng mềm Al-Rayyan, Doha Trọng tài: Catalino Leron (PHI) |
| 6 tháng 12 13:30 | HR: Wang Wei (1) |            |                | Sân bóng chày và bóng mềm Al-Rayyan, Doha Trọng tài: Catalino Leron (PHI) |

| Đội        | 1 | 2 | 3 | 4 | 5 | 6 | 7 | 8 | 9 | R  | H  | E |
| ---------- | - | - | - | - | - | - | - | - | - | -- | -- | - |
| Trung Quốc | 0 | 0 | 0 | 2 | 0 | 0 | 0 | — | — | 2  | 5  | 4 |
| Hàn Quốc   | 3 | 3 | 2 | 0 | 1 | 1 | 2 | — | — | 12 | 15 | 0 |

| 7 tháng 12 11:15 | Đài Bắc Trung Hoa        | 8–7 | Nhật Bản             | Sân bóng chày và bóng mềm Al-Rayyan, Doha Trọng tài: Hwang Suk-man (KOR) |
| 7 tháng 12 11:15 | WP: Tseng Sung-wei       |     | LP: Kentaro Takasaki | Sân bóng chày và bóng mềm Al-Rayyan, Doha Trọng tài: Hwang Suk-man (KOR) |
| 7 tháng 12 11:15 | HR: Takashi Yoshiura (1) |     |                      | Sân bóng chày và bóng mềm Al-Rayyan, Doha Trọng tài: Hwang Suk-man (KOR) |

| Đội               | 1 | 2 | 3 | 4 | 5 | 6 | 7 | 8 | 9 | R | H  | E |
| ----------------- | - | - | - | - | - | - | - | - | - | - | -- | - |
| Nhật Bản          | 1 | 2 | 0 | 0 | 0 | 1 | 1 | 2 | 0 | 7 | 11 | 2 |
| Đài Bắc Trung Hoa | 0 | 0 | 2 | 0 | 0 | 0 | 4 | 0 | 2 | 8 | 13 | 0 |

## Vòng cuối
| Hạng | Đội               | Pld | W | L |
| ---- | ----------------- | --- | - | - |
| 1    | Đài Bắc Trung Hoa | 5   | 5 | 0 |
| 2    | Nhật Bản          | 5   | 4 | 1 |
| 3    | Hàn Quốc          | 5   | 3 | 2 |
| 4    | Trung Quốc        | 5   | 2 | 3 |
| 5    | Thái Lan          | 5   | 1 | 4 |
| 6    | Philippines       | 5   | 0 | 5 |

## Liên kết
- Trang chủ